# Конрад Мьонх
Ко́нрад Мьонх (нім. Conrad Moench; 15 серпня 1744, Кассель — 6 січня 1805, Марбург) — німецький фармацевт, хімік, професор ботаніки Марбурзького університету.

## Спадок
Він написав роботу «Methodus Plantas horti botanici et agri Marburgensis» 1794 року, яка була упорядкованим описом рослин у полях та садах Марбургу.
1802 року від дав назву рослині Gillenia trifoliata у доповнення до місцевої флори міста Марбург. Він також дав назву роду Echinacea 1794 року.
Ботанічний рід Moenchia родини гвоздикових названий на його честь.
Стандартне авторське скорочення Moench застосовується до рослин, які він описав.

## Основні роботи
- «Enumeratio plantarum indigenarum Hassiae praesertim inferioris, secundum methodum sexualem dispositarum», 1777 р.;
- «Methodus plantas horti botanici et agri marburgensis», 1794 р. (декілька видань);
- «Systematische Lehre von denen gebräuchlichsten Einfachen und zusammengesezten Arzney-Mitteln: zum Gebrauch Akademischer Vorlesungen», 1795 р. («Систематичне навчання простої та складної медицини: для академічних лекцій»);
- «Einleitung zur Pflanzen-Kunde», 1798 р.[3] («Введення в ботаніку»).